# Polskie Porty Lotnicze
Polskie Porty Lotnicze Spółka Akcyjna (PPL S.A.) – polska jednoosobowa spółka akcyjna Skarbu Państwa, a w latach 1987–2023 przedsiębiorstwo państwowe zajmujące się budową, modernizacją i eksploatacją lotnisk oraz lotniczych urządzeń naziemnych, prowadzące m.in. obsługę naziemną samolotów na Lotnisku Chopina w Warszawie.
Siedziba przedsiębiorstwa znajduje się przy ul. Żwirki i Wigury 1 w Warszawie, a siedziba zarządu przy ul. Komitetu Obrony Robotników 49.

## Opis

### Przedsiębiorstwo państwowe
Przedsiębiorstwo zostało utworzone na podstawie ustawy z dnia 23 października 1987 r. Kontynuuje działalność istniejącego od 1959 Zarządu Ruchu Lotniczego i Lotnisk Komunikacyjnych. Od października 2017 r. do października 2022 r. działalność przedsiębiorstwa regulowała ustawa z dnia 15 września 2017 r. o przedsiębiorstwie państwowym „Porty Lotnicze”.
Przedsiębiorstwo jest wyłącznym właścicielem portów lotniczych w Warszawie oraz Radomiu i Zielonej Górze.
PPL posiada udziały w 10 spółkach nadzorujących działanie lotnisk w: Krakowie, Szczecinie, Rzeszowie, Poznaniu, Nowym Dworze Mazowieckim (Warszawa-Modlin), Gdańsku, Wrocławiu, Katowicach, Szymanach (Olsztyn-Mazury) i Bydgoszczy. Ponadto PPL posiada udziały w spółkach handlingowych oraz innych podmiotach. Od sierpnia 2018 jest także właścicielem portu lotniczego Warszawa-Radom.

### Przekształcenie w spółkę Skarbu Państwa[10]
2 października 2022 r. weszła w życie ustawa z dnia 22 lipca 2022 r. o usprawnieniu procesu inwestycyjnego Centralnego Portu Komunikacyjnego, na mocy której zgodnie z art. 1 i art. 8 ustawy przedsiębiorstwo państwowe „Porty Lotnicze” zostało z dniem 1 kwietnia 2023 przekształcone w jednoosobową spółkę akcyjną Skarbu Państwa działającą pod nazwą Polskie Porty Lotnicze Spółka Akcyjna. Przekształcenie związane było z wniesieniem jej akcji w celu podwyższenia kapitału zakładowego spółki Centralny Port Komunikacyjny sp. z o.o. w celu usprawnienia procesu inwestycyjnego prowadzącego do wsparcia i przyspieszenia realizacji inwestycji. 

### Przejęcie spółki przez CPK
22 września 2023 r. na podstawie decyzji pełnomocnika rządu ds. CPK Marcina Horały wszystkie 100% akcji spółki Polskie Porty Lotnicze (PPL) należące do Skarbu Państwa zostały przejęte przez spółkę Centralny Port Komunikacyjny (CPK) Sp. z o.o. i tym samym PPL stały się częścią Grupy Kapitałowej CPK.